# 老芒麦
老芒麦（学名：Elymus sibiricus）为禾本科披碱草属下的一个种。